# جوشوا ميلر
جوشوا ميلر (بالإنجليزية: Joshua John Miller)‏ (و. 1974 – م) هو ممثل، ومخرج سينمائي، وممثل أفلام، وممثل تلفزيوني، وكاتب سيناريو، من الولايات المتحدة الأمريكية، ولد في لوس أنجلوس.

## وصلات خارجية
- جوشوا ميلر على موقع IMDb (الإنجليزية)
- جوشوا ميلر على موقع ألو سيني (الفرنسية)
- جوشوا ميلر على موقع أول موفي (الإنجليزية)
- جوشوا ميلر على موقع قاعدة بيانات الفيلم (الإنجليزية)
- جوشوا ميلر على موقع كينوبويسك (الروسية)